# Министерство государственной безопасности СССР
Народный комиссариат государственной безопасности СССР (НКГБ СССР) и Министерство государственной безопасности СССР (МГБ СССР)  — центральные органы государственной власти СССР, ведавшие вопросами государственной безопасности в феврале — июле 1941 г. и в 1943—1953 гг. Наряду с Министерством внутренних дел СССР, Министерство государственной безопасности СССР являлось союзно-республиканским министерством.

## История
Впервые Народный комиссариат государственной безопасности СССР был образован 3 февраля 1941 года путём разделения Народного комиссариата внутренних дел СССР (НКВД СССР) на два наркомата: НКГБ СССР, в ведение которого передавались подразделения, непосредственно занятые вопросами государственной безопасности (разведка, контрразведка, охрана правительства и т. д.), и НКВД СССР, в ведении которого оставались оперативные (внутренние), конвойные, пограничные войска, части и подразделения охраны тюрем и лагерей (ГУЛИМЗ), милиция, части местной противовоздушной обороны и пожарной охраны, а также ряд других. 1 марта внесено соответствующее изменение в Конституцию СССР. 8 февраля 1941 года вышло дополнительное совместное постановление  ЦК ВКП(б) и СНК  СССР "о передаче особого отдела из НКВД СССР в ведение наркомата обороны и наркомата военно-морского флота СССР"  которое обязывало образовать в Москве Центральный совет из представителей НКГБ СССР, НКО, НКВМФ и НКВД СССР в составе Народного Комиссара Государственной Безопасности СССР, Народного Комиссара Внутренних Дел СССР, начальника 3-го управления Наркомата обороны и начальника 3-го управления Наркомата Военно-Морского Флота, а на местах в военных округах аналогичные советы в составе руководителей местных органов НКГБ и НКВД СССР и начальников соответствующих периферийных органов Третьих управлений НКО и НКВМФ.
На образуемые советы была возложена задача координирования борьбы с антисоветскими элементами, в частности выработку общих методов работы, дачу установок и указаний по отдельным делам и вопросам, затрагивающим интересы соответствующих органов НКГБ, НКО, НКВМФ и НКВД, разрешение возникающих в процессе работы разногласий и пр. Центральный Совет и Советы на местах должны были собираться по мере необходимости, но не реже одного раза в месяц.
Также 19 апреля 1941 года вышло совместное постановлением ЦК ВКП(б) и СНК  СССР "о третьих управлениях НКО и НКВМФ", согласно которому в штаты органов Третьих управлений Наркомата обороны и Наркомата Военно-Морского Флота (в центре, в округах, армиях, корпусах, дивизиях, бригадах, укрепленных районах, гарнизонах, военных академиях, училищах, флотах, флотилиях и военно-морских базах) были введены должности заместителей начальников Третьих управлений (отделов, отделений), которые непосредственно подчинялись  соответствующим НКГБ—УНКГБ по территориальности, с одновременным их подчинением начальникам Третьих управлений (отделов, отделений). Согласно тому же постановлению указанные выше заместители начальников Третьих управлений (отделов, отделений) НКО и НКВМФ назначались, перемещались и увольнялись приказами НКГБ СССР и содержатся за счет НКГБ СССР.
Главная обязанность заместителей начальников Третьих управлений (отделов, отделений) НКО и НКВМФ заключалась в информировании начальников Третьих управлений (отделов, отделений) о делах, находящихся в производстве органов госбезопасности и имеющих прямое отношение к работе органов Третьих управлений, и в информировании соответствующих органов Наркомата госбезопасности о всех делах, имеющихся в производстве Третьих управлений (отделов, отделений), а также сообщать органам госбезопасности (в центре — НКГБ СССР, на местах — НКГБ—УНКГБ по территориальности) через заместителей начальников Третьих управлений (отделов, отделений) о всех произведенных ими арестах, а также результатах допросов арестованных.
Почти через месяц после начала войны — 20 июля 1941 года — НКГБ и НКВД были вновь объединены в НКВД СССР, аппарат НКГБ был реорганизован в Главное управление государственной безопасности НКВД СССР. Народным комиссаром государственной безопасности СССР в феврале — июле 1941 года был В. Н. Меркулов, до и после этого являвшийся первым замнаркома НКВД Л. П. Берии.
Повторное создание НКГБ СССР состоялось 14 апреля 1943 года решением Политбюро ЦК ВКП(б) П 40/91 на базе оперчекистских управлений и отделов НКВД. Его деятельность регламентировалась «Положением о Народном комиссариате государственной безопасности СССР», утверждённом постановлением СНК СССР № 621-191сс от 2 июня 1943 г. В качестве официальной причины воссоздания Наркомата госбезопасности в довоенном виде выступает объяснение: «в связи с изменившейся внешней обстановкой». При этом подлинные мотивы данного решения Сталина до сих пор не известны. В апреле 1943 года НКГБ СССР был образован путём выделения из НКВД СССР тех же подразделений, что и в феврале 1941 года. Наркомом государственной безопасности СССР вновь стал В. Н. Меркулов. Не изменился и спектр задач нового наркомата.
В июле 1945 года специальные звания госбезопасности работников НКВД и НКГБ были заменены воинскими званиями. Нарком В. Н. Меркулов, имевший звание комиссар государственной безопасности 1 ранга, стал генералом армии, его первый заместитель Б. З. Кобулов — генерал-полковником, а заместитель по кадрам М. Г. Свинелупов — генерал-майором.
15 марта 1946 года согласно Закону СССР «О преобразовании Совета Народных Комиссаров СССР в Совет Министров СССР и Советов Народных Комиссаров союзных и автономных республик — в Советы Министров союзных и автономных республик» все народные комиссариаты были переименованы в министерства, соответственно Народный комиссариат государственной безопасности СССР стал Министерством государственной безопасности СССР, а приказом № 00107 от 22 марта 1946 года соответствующим образом были переименованы и территориальные управления (УНКГБ превратились в УМГБ).
4 мая 1946 года министром государственной безопасности стал начальник ГУКР «Смерш» В. С. Абакумов. С его приходом началось перетекание функций МВД СССР в ведение МГБ. В 1947—1952 годах из МВД в МГБ переданы внутренние войска, милиция, пограничные войска и другие подразделения (в составе МВД остались лагерные и строительные управления, пожарная охрана, конвойные войска, фельдъегерская связь).
С другой стороны, из ведения МГБ была изъята внешняя разведка. 30 мая 1947 года было принято решение о создании Комитета информации (КИ) при Совете Министров СССР во главе с В. М. Молотовым, который объединил внешнюю политическую и военную разведки. В феврале 1949 года КИ при СМ СССР был реорганизован в КИ при Министерстве иностранных дел СССР, в ведение МГБ была возвращена внешняя контрразведка в советских загранучреждениях. В ноябре 1951 года внешняя разведка целиком возвращена в МГБ.
31 декабря 1950 года в МГБ создана коллегия из 19 человек в составе министра, его заместителей и руководителей основных управлений.
4 июля 1951 года министр В. С. Абакумов был отстранён, а 11 июля — освобождён от должности решением ЦК ВКП(б) (12 июля арестован). 9 августа министром назначен С. Д. Игнатьев. Осенью 1951 года прошли массовые аресты руководящих работников МГБ (в том числе заместителей министра Питовранова, Селивановского и Королёва).
2 декабря 1951 года в связи с передачей разведывательных функций из Комитета информации при МИД СССР в Министерство государственной безопасности СССР приказом МГБ № 00796 в МГБ было вновь образовано Первое главное управление (ПГУ).
Указом Президиума Верховного Совета СССР от 21 августа 1952 года воинские звания сотрудников МГБ были отменены, а вместо них введены специальные звания госбезопасности.
В день смерти Сталина, 5 марта 1953 года на совместном заседании ЦК КПСС, Совета Министров СССР и Президиума Верховного Совета СССР принято решение об объединении МГБ и МВД в единое МВД СССР под руководством Л. П. Берии. Через 10 дней были приняты соответствующие законодательные акты.
Впоследствии, весной 1954 года, из МВД СССР выделены органы государственной безопасности и образован Комитет государственной безопасности при Совете Министров СССР.

## Задачи
На НКГБ СССР возлагалось ведение разведывательной работы за границей; борьба с подрывной, шпионской, диверсионной, террористической деятельностью иностранных разведок внутри СССР; оперативная разработка и ликвидация остатков антисоветских партий и контрреволюционных формирований среди различных слоев населения СССР, в системе промышленности, транспорта, связи, сельского хозяйства и прочее; охрана руководителей партии и правительства.
Согласно Военному энциклопедическому словарю под редакцией Маршала Советского Союза С. Ф. Ахромеева, на Министерство государственной безопасности СССР возлагались задачи охраны безопасности Советского государства от происков разведок империалистических стран.

## Структура
К концу 1946 г. структура МГБ СССР имела следующий вид:
- Секретариат
- Секретариат ОСО при Министре
- Инспекция при Министре
- 1-е Главное управление (разведка)
- 2-е Главное управление (контрразведка)
- 3-е Главное управление (военная контрразведка)
- 4-е Управление (разыскное)
- 5-е Управление (оперативное и секретно-политическое)
- 6-е Управление (шифровально-дешифровальное)
- Транспортное управление
- Главное управление охраны
- Следственная часть по особо важным делам
- Отдел «А» (учётно-архивный)
- Отдел «Б» (применение оперативной техники)
- Отдел «В» (перлюстрация корреспонденции)
- Отдел «Д» (изготовление и экспертиза документов)
- Служба «ДР» (диверсионно-разведывательная)
- Отдел «К» (контрразведывательное обеспечение объектов атомной промышленности)
- Отдел «О» (оперативная работа среди духовенства)
- Отдел «Р» (радиоконтрразведка)
- Отдел «Т» (борьба с терроризмом)
- Отдел оперативной техники
- Тюремный отдел
- Управление делами
- Хозяйственное управление
- Управление кадров
- Финансовый отдел
- Юридическое бюро

Впоследствии происходили следующие изменения:
- Совместным приказом МВД/МГБ №0074/0029 от 21 января 1947 г. из МВД в МГБ были переданы внутренние войска и в составе МГБ было образовано Главное управление внутренних войск.
- Постановлением СМ СССР №1789-470сс от 30 мая 1947 г. на базе ПГУ МГБ и ГРУ Генштаба ВС СССР был создан Комитет информации при СМ СССР.
- Приказом МГБ №00322 от 19 июня 1947 г. на базе Транспортного управления было создано Главное управление охраны на железнодорожном и водном транспорте.
- Совместным приказом МВД/МГБ №00897/00458 от 26 августа 1947 г. из МВД в МГБ были переданы Управление войск правительственной связи и Отдел правительственной связи.
- Приказом МВД №00401 от 29 марта 1949 г. из МВД в МГБ было передано Государственное хранилище ценностей (Гохран), для его руководства приказом МГБ №00130 от 21 апреля 1949 г. был образован Спецотдел МГБ;
- Приказом МГБ №00293 от 10 сентября 1949 г. на базе отделов наружного наблюдения и установки 5-го Управления было создано 7-е Управление.
- Приказом МГБ №00333 от 17 октября 1949 г. на базе подразделений КИ при СМ СССР создано 1-е Управление МГБ (внешней контрразведки). В тот же день из МВД в МГБ были переданы Главное управление милиции, Главное управление по делам военнопленных и Военно-строительное управление.
- 19 октября 1949 г. на базе 6-го Управления МГБ и дешифровально-разведывательной службы Генштаба Вооружённых Сил было создано Главное управление специальной службы (ГУСС) при ЦК ВКП(б). 15 ноября 1949 г. 6-е Управление было упразднено.
- 6 декабря 1949 г. отдел «О» вошёл в состав 5-го Управления.
- Приказом МГБ №0035 от 11 января 1950 г. был создан шифровальный отдел. Приказом МГБ №00443 от 18 августа 1950 г. он был переименован в Отдел «С»;
- Постановлениями Политбюро ЦК ВКП(б) от 9 сентября 1950 г. отдел «ДР» был расформирован, на его базе приказами МГБ от 28 сентября 1950 г. были созданы Бюро №1 (спецоперации за рубежом) и Бюро №2 (спецоперации внутри страны).
- Приказом МГБ №00552 от 16 ноября 1950 г. было создано 9-е Управление (по обслуживанию спецпоселенцев);
- Приказом МГБ №0034 от 19 мая 1951 г. Главное управление внутренних войск было преобразовано в Главное управление внутренней охраны с включением в его состав Управления войск правительственной ВЧ-связи;
- Приказом МГБ №00796 от 2 ноября 1951 г. на базе 1-го Управления и подразделений Комитета информации при МИД СССР было восстановлено 1-е Главное управление;
- В апреле 1952 г. на базе Спецбюро секретариата было создано Спецбюро при Министре (аналитическое);
- Приказом МГБ №00329 от 23 мая 1952 г. Главное управление охраны было преобразовано в Управление охраны;
- Приказом МГБ №00763 от 12 сентября 1952 г. было создано Главное управление по контролю и инспектированию ведомственной охраны;
- Решением Бюро Президиума ЦК КПСС БП 7/12-оп от 30 декабря 1952 г, объявленным приказом МГБ №00293 от 5 января 1953 г. на базе 1-го и 2-го Главных управлений, Бюро №1, Отдела оперативной техники, отделов «Д» и «Р» и подразделений 4-го, 5-го и 7-го Управлений было создано Главное разведывательное управление (это решение фактически не вступило в силу из-за смерти И. В. Сталина)
- Приказом МГБ №0085 от 26 января 1953 г. было создано Центральное бюро по рационализации и изобретательству[11].

## Руководство НКГБ СССР в феврале—июле 1941 г.
- Меркулов, Всеволод Николаевич (3 февраля — 20 июля 1941 г.) — народный комиссар государственной безопасности СССР
- Серов, Иван Александрович — 1-й заместитель наркома государственной безопасности СССР
- Грибов, Михаил Васильевич — заместитель наркома государственной безопасности СССР по кадрам
- Кобулов, Богдан Захарович — заместитель наркома государственной безопасности СССР

## Руководство НКГБ—МГБ СССР в 1943—1953 гг.

### Министр государственной безопасности СССР (до 1946 г. — народный комиссар)
- Меркулов Всеволод Николаевич (14 апреля 1943 — 4 мая 1946 г.)
- Абакумов Виктор Семёнович (4 мая 1946 — 4 июля 1951 г.)
- Огольцов Сергей Иванович (и. о. министра 4 июля — 9 августа 1951 г.)
- Игнатьев Семён Денисович (9 августа 1951 — 15 марта 1953 г., представитель ЦК ВКП(б) в МГБ СССР с 4 июля по 9 августа 1951 г.)

### Первые заместители министра (до 1946 г. — наркома) государственной безопасности СССР
- Кобулов, Богдан Захарович (14 апреля 1943 — 4 декабря 1945 г.)
- Огольцов, Сергей Иванович (4 декабря 1945 — 7 мая 1946 г.)
- Гоглидзе, Сергей Арсентьевич (26 августа — 10 ноября 1951 г.)
- Огольцов, Сергей Иванович (26 августа 1951 — 13 февраля 1952 г.)
- Огольцов, Сергей Иванович (20 ноября 1952 — 11 марта 1953 г.) — «по разведывательным делам»
- Гоглидзе, Сергей Арсентьевич (20 ноября 1952 — 11 марта 1953 г.) — «по остальным делам»

### Заместитель министра государственной безопасности СССР по общим вопросам
- Огольцов, Сергей Иванович (7 мая 1946 — 26 августа 1951 г.)

### Заместители министра (до 1946 г. — наркома) государственной безопасности СССР по кадрам
- Свинелупов, Михаил Георгиевич (11 мая 1943 — 31 декабря 1950 г.)
- Макаров, Василий Емельянович (31 декабря 1950 — 26 августа 1951 г.)
- Епишев, Алексей Алексеевич (26 августа 1951 — 11 марта 1953 г.)

### Заместители министра (до 1946 г. — наркома) государственной безопасности СССР
- Блинов, Афанасий Сергеевич (7 мая 1946 — 26 августа 1951 г.)
- Ковальчук, Николай Кузьмич (7 мая 1946 — 24 августа 1949 г.)
- Селивановский, Николай Николаевич (7 мая 1946 — 26 августа 1951 г.)
- Федотов, Пётр Васильевич (7 сентября 1946 — 26 июня 1947 г.)
- Аполлонов, Аркадий Николаевич (31 декабря 1950 — 26 августа 1951 г.) — по войскам
- Королёв, Николай Андрианович (31 декабря 1950 — 26 августа 1951 г.) — по милиции
- Питовранов, Евгений Петрович (31 декабря 1950 — 27 октября 1951 г.)
- Савченко, Иван Тихонович (26 августа 1951 — 3 июля 1952 г.)
- Стаханов, Николай Павлович (26 августа 1951 — 11 марта 1953 г.)
- Евстафеев, Серафим Васильевич (26 августа 1951 — 23 мая 1952 г.)
- Кондаков, Пётр Павлович (26 августа 1951 — 29 марта 1953 г.)
- Мироненко, Пётр Никифорович (26 августа 1951 — 11 марта 1953 г.)
- Рюмин, Михаил Дмитриевич (19 октября 1951 — 13 ноября 1952 г.)
- Цанава, Лаврентий Фомич (29 октября 1951 — 14 февраля 1952)
- Савченко, Сергей Романович (3 ноября 1951 — 14 февраля 1952 г.)
- Гоглидзе, Сергей Арсентьевич (26 августа — 10 ноября 1951 г.)
- Никифоров, Андрей Васильевич (3 июля 1952 — 11 марта 1953 г.)
- Обручников, Борис Павлович (3 июля 1952 — 11 марта 1953 г.)
- Лялин, Серафим Николаевич (3 июля 1952 — 11 марта 1953 г.)